# هانز وينجارتنر
هانز وينجارتنر (مواليد 2 نوفمبر 1977) مخرج وكاتب ومنتج أفلام نمساوي. ولد في فيلدكيرش، فورارلبرغ،  التحق بالرابطة النمساوية للتصوير السينمائي في فيينا وحصل على دبلوم كمساعد تصوير. في وقت لاحق، درس السينما في أكاديمية الفنون الإعلامية في كولونيا، ألمانيا. كما درس علم الأعصاب في جامعة فيينا وتخرج من قسم جراحة الأعصاب في عيادة ستيجليتز التابعة لجامعة برلين الحرة.

## قائمة أفلامه

### إخراج
| ر | إسم الفيلم       | السنة |
| - | ---------------- | ----- |
| 1 | The White Sound  | 2001  |
| 2 | The Edukators    | 2004  |
| 3 | Free Rainer      | 2007  |
| 4 | Hut in the Woods | 2011  |
| 5 | 303              | 2018  |

## وصلات خارجية
- هانز وينجارتنر على imdb